# Patrick Lynch (economista)
Patrick Lynch MRIA (5 de maio de 1917 - 16 de novembro de 2001) foi um economista irlandês. Ele acreditava no desenvolvimento econômico e na coordenação de políticas governamentais, incluindo medidas fiscais, sociais e monetárias para investir em educação e ingressar na Comunidade Econômica Europeia . Ele favoreceu a economia da educação empírica na Irlanda e a economia do desenvolvimento decorrente do investimento em ciência.
Ele era "[...] um dos mais respeitados e influentes pensadores sociais e econômicos durante o período crítico dos anos 60, quando as fundações econômicas da Irlanda foram estabelecidas".
Professor de Economia Política na University College Dublin até 1980, foi funcionário público por mais de uma década, atuou como presidente da Aer Lingus e Aer Rianta e foi vice-presidente do AIB Group.

## Vida pregressa
Nascido em Dublin em 1917, Patrick Lynch foi o primogênito de Daniel e Brigid Lynch.
Ele foi educado na Catholic University School, uma escola de alimentação para University College, em Dublin (UCD). Ele entrou na UCD em 1935 para estudar humanidades, no qual ele se destacou. Durante esse tempo, ele estava inclinado a aceitar as idéias de Alfred Marshall e John Maynard Keynes.

## Serviço Civil, 1941 - 1952
Ele ingressou no serviço civil em 1941, começando no Departamento de Finanças e permanecendo lá até 1948. Depois de dois anos como secretário particular do Taoiseach John A. Costello, ele foi nomeado secretário-assistente do governo inter-partidário em 1950 e continuou Nesse posto, quando Fianna Fáil alcançou o poder exclusivo em 1951. Ele e Alexis Fitzgerald (genro de Costello) haviam convencido Costello a adotar uma abordagem keynesiana à política econômica do país em 1948, a primeira grande mudança na política econômica irlandesa para " uma geração ", como Murphy expressou, e que foi alcançada apesar da oposição tanto do Departamento de Finanças quanto do Banco Central. O ponto de vista de Lynch sobre a relação entre o Estado, o povo e a economia é evidenciado em um discurso que ele escreveu para Costello em 1949:
"o governo deve orçar principalmente para alocar uma parte específica das finanças da nação para fins públicos, mas também deve assegurar que os recursos da nação sejam utilizados de maneira a melhor promover os interesses da comunidade ... Como há muito tempo, em 1936, o falecido lorde Keynes declarou que o dever de ordenar o volume atual de investimentos não pode ser deixado com segurança em mãos privadas."
Ele contribuiu para as premissas que sustentam o plano Whitaker  para o desenvolvimento econômico, um plano que ajudou a criar o crescimento econômico iniciado na década de 1960. Ele desenvolveu a regra Whitaker-Lynch  que encorajou a tomada de empréstimos no planejamento fiscal, em que déficits orçamentários do governo foram incorridos para financiar projetos de investimento de capital. [carece de fontes?]

## Carreira acadêmica, 1952 - 1980
Ele deixou o serviço civil em 1952, retornando à UCD como professor de economia. Isso se deveu, pelo menos em parte, à persuasão do professor George O'Brien, o homem creditado com a introdução das teorias de Keynes na Irlanda. Ele foi eleito Fellow Commoner de Peterhouse, Cambridge, em 1955-56, onde formou uma amizade com John Vaizey e depois voltou para a UCD. Algumas fontes fazem referência a outros anos no início da década de 1950 por seu tempo em Peterhouse; os anos usados aqui são aqueles dos registros do colégio.
Entre 1966 e 1975, foi Professor Associado de Economia Política (Economia Aplicada). Ele então ocupou o cargo de Professor de Economia até 1980, quando se aposentou e foi nomeado Professor Emérito, título que ocupou até sua morte em 2001. Foi membro do Corpo Governante da UCD de 1964 a 1976 e do Seanad Éireann como representante da Universidade Nacional da Irlanda de 1972 a 1977.
Na década de 1970, montou a Unidade de Pesquisa em Políticas Científicas da UCD, em conjunto com colegas da Faculdade de Ciências.
Ele recebeu doutorados honorários da Universidade de Brunel (1976), da Universidade de Dublin ( Trinity College, Dublin ) (1979), da Universidade Nacional da Irlanda (1985), da Universidade de Limerick (1994), e do National Council of Education Awards, em 2000.

## Envolvimentos no negócio desde 1954
O interesse de Lynch pela aviação concentrou-se em seu apoio à companhia aérea estatal Aer Lingus. Em 1954, ele foi nomeado presidente desse negócio e da Aer Rianta, a operação "lateral" que cuidava das instalações do aeroporto. Durante seu mandato de 21 anos, as empresas passaram de reportar perdas financeiras a empresas lucrativas. Ele se aposentou das posições em 1975.
Entre 1959 e 1966, quando se fundiu com outros dois bancos para se tornar AIB, Lynch foi diretor do Banco Provincial da Irlanda. [carece de fontes?] Ele foi nomeado diretor do banco do Grupo AIB em 1971 e atuou como vice-presidente de 1975 a 1984, quando o banco começou a se expandir no exterior para o Reino Unido, EUA e Europa. [carece de fontes?] Como diretor sênior do banco, ele foi chamado a depor no Tribunal Moriarty, uma investigação sobre corrupção envolvendo Charles Haughey e que, em parte, olhou para por que o banco tinha baixado a £ 1 milhão passivo a descoberto em Haughey de nome.

## Serviço público
Lynch escreveu favoravelmente a um antigo socialista irlandês, William Thompson, de Cork, em um artigo de 1946 para The Bell. Thompson havia proposto uma teoria do valor do trabalho antes de Karl Marx. Por sua vez, as críticas de Lynch ao capitalismo irlandês recorreram ao grupo de Tuairim na década de 1950 e foram publicadas por eles.
Lynch acreditava em um papel positivo para o Estado na promoção do desenvolvimento econômico e social; isto é, ele favorecia a intervenção e a influência do estado para atingir esses objetivos, em vez de adotar uma abordagem de laissez-faire . Ele foi membro do Comitê Consultivo de Investimentos de Capital durante a década de 1950, o órgão que estabeleceu o uso do sistema tributário como o principal mecanismo para o desenvolvimento da economia irlandesa.
Ele atuou como consultor econômico do Departamento de Finanças e dirigiu e atuou como presidente de duas importantes pesquisas patrocinadas pelo governo irlandês e pela Organização para a Cooperação e Desenvolvimento Econômico (OCDE) entre 1962-1966.
- A primeira delas foi uma pesquisa sobre as necessidades educacionais irlandesas de longo prazo, que resultou na publicação do Investimento na Educação . Mais tarde, ele insistiu que este relatório se concentrava em identificar as ineficiências do sistema prevalecente e não na política, e que ele fez apenas uma recomendação política, mas sua influência tem sido frequentemente reivindicada por moldar a futura direção da educação na Irlanda por muitos anos subsequentes. Especificamente, provocou uma mudança nas políticas, de modo que a educação ficou mais alinhada com as exigências do mercado de trabalho.[11][23]
- O segundo inquérito analisou os requisitos da economia irlandesa em matéria de investigação científica, desenvolvimento e tecnologia; isso resultou na publicação de Science e Irish Economic Development.[24] Uma parte deste relatório centrou-se nas questões da economia da energia: a Irlanda dependia das importações de petróleo e gás, mas tinha abundantes reservas de relva.[carece de fontes?]

Seu co-autor no último relatório foi H. M. S. Miller, um engenheiro inglês que na época liderava o departamento de Pesquisa e Desenvolvimento da Bord na Mona, o conselho de desenvolvimento de turfa. A dupla admitiu em particular, naquela época, ser influenciada pelas idéias baseadas em Marx de JD Bernal, cujo livro de 1939, The Social Function of Science, foi influente na análise da política científica. Eles não achavam sensato anunciar publicamente isso na época, embora tenha sido em consequência disso, e do próprio relatório da OCDE, que Lynch tenha estabelecido a Unidade de Pesquisa em Políticas Científicas da UCD, mencionada acima. Johnston chamou o relatório de "um tanto severo" da então política irlandesa, mas também acredita que, embora o resultado tenha sido o estabelecimento do Conselho Nacional de Ciência em 1969, esse órgão era fundamentalmente defeituoso como conseqüência de seus membros serem nomeados pelo estado. Lynch passou quase dez anos trabalhando naquele Conselho.
Ele era um presidente de longa data e membro de muitas outras comissões e comitês do governo irlandês: o Conselho Nacional Industrial e Econômico (mais tarde, o Conselho Econômico e Social Nacional), o Conselho Consultivo de Serviço Público; o Conselho de Pesquisa Médico-Social, o Instituto de Pesquisa Econômica e Social, o Instituto de Administração Pública e a Autoridade de Educação Superior entre eles. Ele também foi Patrono da Associação Britânico-Irlandesa [carece de fontes?]e muitos dos primeiros grupos consultivos da União Europeia, como o Conselho Executivo da Fundação Europeia da Ciência.
Em 1973 ele se tornou o primeiro membro da Irlanda do Clube de Roma, cujos 100 membros foram retirados de entre os cientistas, humanistas, economistas, sociólogos, educadores e funcionários públicos da Europa. Neste momento, o Clube estava alertando os governos sobre os limites dos recursos naturais não renováveis e, portanto, a necessidade de conter o crescimento populacional ou de criar recursos alternativos, principalmente no livro The Limits to Growth.
Tornou-se presidente fundador da National Library Society of Ireland em 1969, e entre 1973 e 1976 foi presidente do Institute of Public Administration (Irlanda).[carece de fontes?]
Lynch foi membro da Royal Irish Academy, da qual foi vice-presidente em 1971-72 e tesoureiro entre 1972 e 1980.

## Direitos civis
Lynch era presidente do movimento anti-apartheid irlandês no início dos anos 70, quando era presidente da Aer Lingus. Durante o mesmo período, ele contribuiu para o Conselho Irlandês das Liberdades Civis e para o Movimento pela Paz na Irlanda.